# Compagnie du chemin de fer Hainaut et Flandres
La Compagnie du chemin de fer Hainaut et Flandres, est une société anonyme belge créée en 1856 pour établir, exploiter ou faire exploiter des chemins de fer en Belgique. Elle disparaît en 1867, au profit de la Société générale d'exploitation de chemins de fer.

## Histoire

### Création de la société
La loi du 28 août 1856, sanctionnée par l'arrêté royal du 30 août 1856 met en concession « un réseau composé de trois branches ayant une origine à Saint-Ghislain et aboutissant l'une à Audenarde, l'autre à Tournay, et la troisième à Ath ». Dans le but de construire et exploiter ces concessions ferroviaires, une société anonyme est mise en place. Elle rachète également la concession, d'un chemin de fer d'Audenarde vers Gand, octroyée le 14 juillet 1854, dont le concessionnaire, la Compagnie du chemin de fer d'Audenarde vers Gand,, n'a pas encore terminé la construction. En dehors du transport des voyageurs et des marchandises de détail, elle souhaite acheminer la houille extraite du bassin minier de la région de Saint-Ghislain jusqu'au bassin industriel de Gand, ainsi que d'autres matières premières nécessaires à l'industrie gantoise telles que la chaux et les pierres de taille.
La société anonyme créée par les actes du 14 juillet et du 29 décembre 1856, dont les statuts sont approuvés par l'arrêté royal du 5 janvier 1857 (publié dans le Moniteur le 7 janvier 1857), est dite « Compagnie du chemin de fer Hainaut et Flandres » et a son siège à Bruxelles. Son objet est : « 1° l'exécution et l'exploitation des chemins de fer de Saint-Ghislain à Audenarde par Leuze et Renaix, de Saint-Ghislain à Tournai par Péruwelz et de Saint-Ghislain à Ath » ; « 2° l'achat des actions et obligations, l'achèvement et l'exploitation du chemin de fer d'Audenarde vers Gand, concédé définitivement par arrêté royal, en date du 27 octobre 1853, en vertu d'une loi du 20 décembre 1851 ».

### Création de la ligne
La société dispose d'un capital social de 39 800 000 fr, composé de 52 000 actions de 500 fr et 47 586 obligations de 500 fr. Néanmoins l'entreprise manque de moyens financiers car les versements, sur les actions, ne sont pas complets et « les difficultés augmentent à mesure de chaque nouvel appel ». Les travaux sont retardés et l'objectif limité provisoirement à la « ligne principale de Saint-Ghislain à Gand par Leuze, Renaix et Audenarde »,.
La première inauguration a lieu le 28 juin 1857, elle concerne les 18 km entre la Pinte, qui se trouve sur la ligne de Gand à Courtrai des Chemins de fer de l'État belge, et Audenarde avec autorisation de circuler sur les 9 km des chemins de fer de l'État entre La Pinte et la station de Gand-Sud.
La société modifie ses statuts d'origine par un acte du 19 avril 1858 qui lui permet de ne construire qu'une voie unique. Cette décision provoque un « l'ajournement de l'émission d'une partie du capital, soit 6 000 000 fr ». Ne disposant plus que d'un capital de 33 800 160 fr, elle décide de consacrer 24 700 160 fr pour finir sa ligne principale. C'est en 1861 qu'elle ouvre la totalité de sa ligne : le 15 février les 18 km entre les gares de Saint-Ghislain et de Basècles ; le 21 mai les 8 km entre les gares de Basècles et de Leuze ; et le 1er septembre les 32 km entre les gares de Leuze et Audenarde.

### Difficultés financières
Le coût de la construction au kilomètre est de 325 000 fr, pour une ligne à voie unique. L'assemblée générale du 30 janvier 1861 avait devancé ces difficultés en décidant de ne pas construire les embranchements, ne pas poser une deuxième voie, ce qui permettait de libérer les actionnaires du paiement des 200 fr qui manquaient en libérant à 300 fr les actions prévues à 500 fr à l'origine. Mais ce montage est refusé par le gouvernement ce qui fragilise la société.
En difficulté financière, la société est « reprise à bail » par la Société générale d'exploitation de chemins de fer selon les termes d'une convention du 28 novembre 1865. La convention signée par les deux sociétés prévoit la création d'une « société spéciale pour l'exploitation des chemins de fer de la Compagnie de Hainaut et Flandres » dont le réseau comprend aussi les sections, à construire, de Tournai à Basècles ainsi que l'amorce de la ligne de Somain à Péruwelz. Le 1er janvier 1866, c'est la Société générale d'exploitation qui reprend l'exploitation de la ligne.
Par les actes du 13 février 1867 et du 13 mars 1867 la Compagnie du chemin de fer Hainaut et Flandres et tous ses droits et obligations passent à la Société générale d'exploitation de chemins de fer.

### Reprise de l'exploitation par l'État
Le 25 avril 1870, l'État Belge rachète 601 km de lignes de la Société générale d'exploitation, parmi lesquelles l'entièreté du réseau du Chemin de fer Hainaut et Flandres.

## Réseau
Lors de la cession de la Compagnie du chemin de fer Hainaut et Flandres à la Société générale d'exploitation le 13 mars 1867, seule la ligne de Saint-Ghislain à Audenarde et De Pinte est ouverte sur l'intégralité de son parcours. Le 1er mars 1867, la compagnie a inauguré une amorce de la ligne en direction de Tournai. Il s’agit d'une section de 3,8 km[réf. souhaitée] entre Basècles-Carrières et Péruwelz. C’est finalement la Société générale d'exploitation (Par l’intermédiaire de la Compagnie des chemins de fer des bassins houillers du Hainaut[réf. nécessaire]) qui compléta le reste de la ligne, entre Péruwelz et Tournai. 
Au moment du rachat par l’État de la majorité de la Société générale d'exploitation, 110 km de lignes initialement concédées à la Compagnie du chemin de fer Hainaut et Flandres avaient été construits. Seule la ligne vers Ath n'avait toujours pas été construite en 1870 ; l’État reprendra finalement ce projet de ligne à son compte et inaugurera deux lignes parallèles : la ligne 81, de Blaton à Ath, de 1876 à 1877, et la ligne 100, de Saint-Ghislain à Maffle (Ath) en 1879.
Actuellement, la ligne de Saint-Ghislain à Audenarde est reprise par Infrabel comme ligne 78 (entre Saint-Ghislain et Basècles-Carrières) et comme ligne 86 (sur toute sa longueur) ; la ligne de Basècles-Carrières à Tournai.